# Peter Deunov
Peter Deunov, també conegut espiritualment com Beinsa Duono, (Nikolaevka, Bulgària, 11 de juliol de 1864 – Sofia, 27 de desembre de 1944) va ser un escriptor, compositor i espiritualista búlgar. Va promoure una filosofia basada en els tres principis de l'Amor, la Saviesa i la Veritat. Va propagar els ideals de la Vida Divina, el vegetarianisme , la vida saludable i la sintonia amb la natura, la qual, segons ell, porta a l’amor universal envers la humanitat, la creació i Déu. Deunov va ser el tercer fill del sacerdot ortodox Konstantin Deunov i de Dobra Georgieva. Va ser enterrat a Izgrev.
El professor Petar Deunov es troba entre les personalitats més brillants de la història i la cultura espiritual búlgares.

## Trajectòria
El 24 de juny de 1887, va completar els seus estudis a l'American School of Theology de Svishtov, Bulgària, i des de 1887 fins a l'estiu de 1888 va exercir de pastor de l'església metodista al poble de Hotantsa, on també va treballar com mestre a l'escola primària. Del 1888 al 1892 va ser alumne de la Drew Theological School. Després de graduar-se a Drew, es va inscriure primer a la Facultat de Teologia de la Universitat de Boston i després a la Facultat de Medicina de la Universitat de Boston, però al cap d’un any va deixar la facultat de medicina i va tornar a Bulgària. Allà va rebutjar els càrrecs que li oferien com a pastor metodista i es va retirar, principalment a les muntanyes, per preparar-se per a la següent etapa de la seva vida i del seu treball.

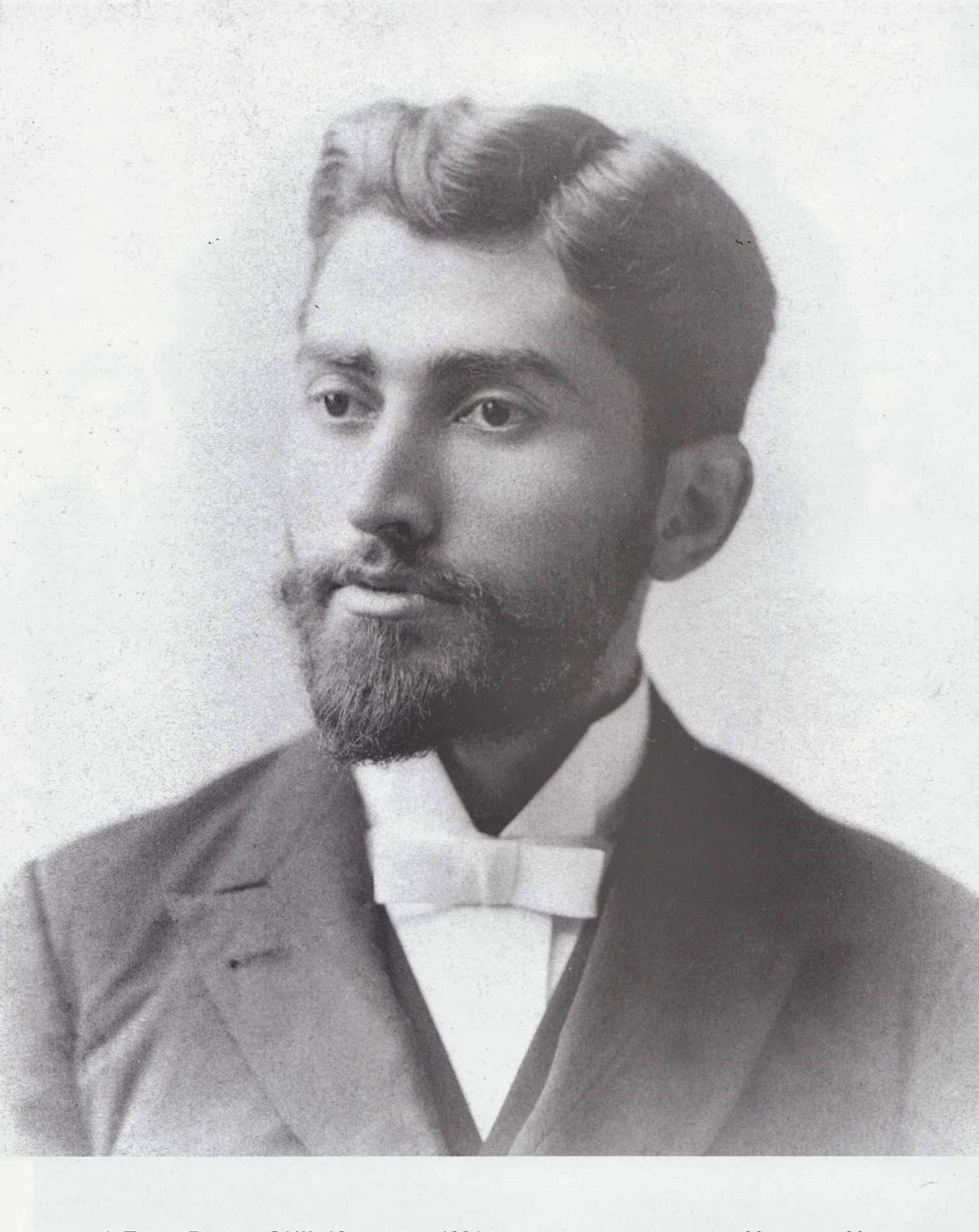
Peter Deunov (1891)

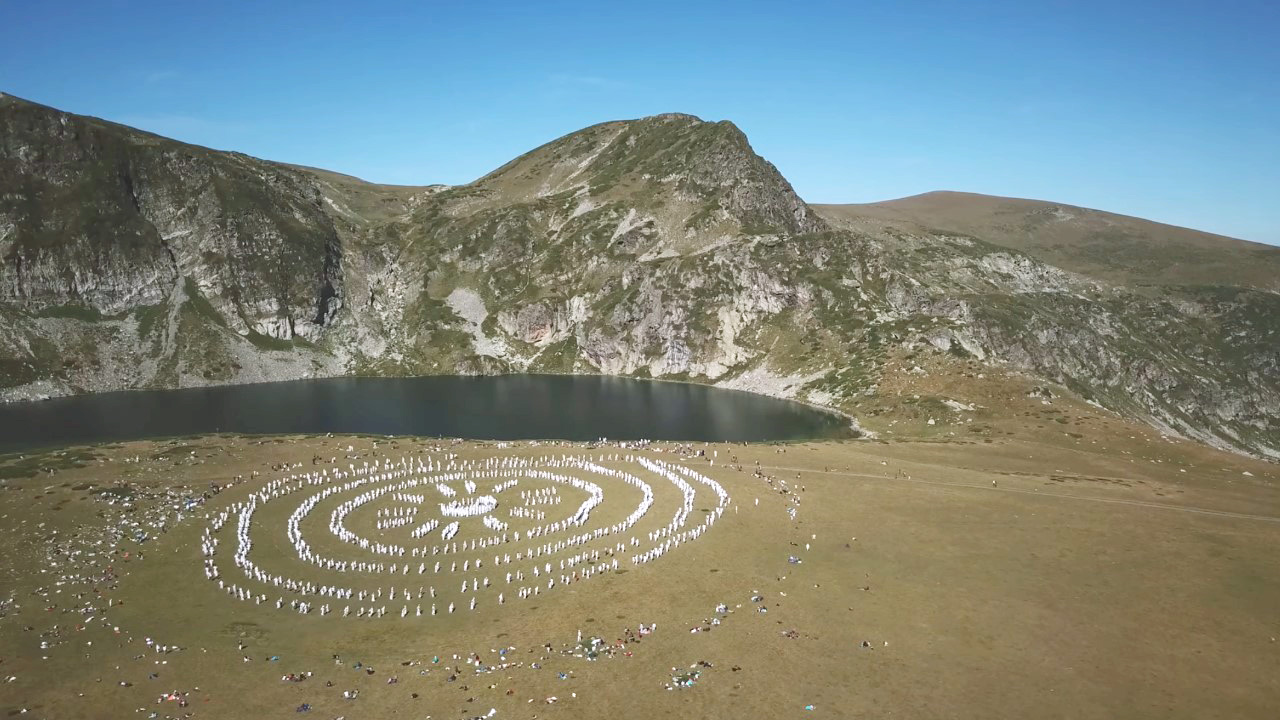
Dansant la Paneurítmia a les Muntanyes de Rila, Bulgària

El 24 de febrer de 1922, Deunov va obrir una escola a Sofia, que va anomenar "Escola de la Germanor Blanca Universal". El 1927 Beinsa Douno es va establir a Izgrev prop de Sofia, on va reunir els seus amics i deixebles. A Izgrev va pronunciar diverses conferències dels seus ensenyaments. Els principals mètodes per al treball espiritual a l’Escola de la Germanor Blanca Universal eren reunions d’oració, exercicis musicals i respiratoris, lectures del mestre, saludar la sortida del sol, sortides a la muntanya, vida a les comunitats de germanor, reunions anuals, a més de la pràctica de la dansa de la "Paneuritmia" creada pel mateix Peter Deunov (1932-1934) un cicle de vint-i-vuit exercicis que combinen melodia, text i moviments plàstics.

## Llegat i valors
Els principals valors del seu ensenyament són l'amor, la saviesa, la veritat, la justícia i la virtut. L'amor és alhora un valor macro i micro-còsmic, que funciona en tots els aspectes de l'existència humana com a aspiració (en l'esfera emocional o el cor), sentiment (en l'ànima), poder (en l'esfera ideal del "jo" o la ment) i principi (en l'esperit).
Deunov va ser alhora tan controvertit com influent. En el seu discurs, va ser sovint declarat herètic i fins i tot perillós. Des de la seva mort, però, hi ha hagut un cert revifament i interès per la filosofia de Deunov. És l’autor búlgar més publicat i la seva obra s'ha traduït i publicat en diferents idiomes. El seu llegat s'escampa i el nombre de seguidors i centres espirituals creix a tot el món. Els ensenyaments de Deunov es recullen en unes 7.000 conferències, impartides entre el 1900 i el 1944.

## Obra escrita
- Viure en harmonia i salut, ISBN 9788412205428 (en castellà)